# 内田カヲル
内田 カヲル（うちだ かおる）は、日本人の漫画家。竹書房『麗人』を中心に活動中。主に筋肉質な男性同士のＢＬを描くが、近年は年上男性が年下男性に攻められる内容の作品が多い。
デビューして暫くは「内田かおる」名義だったが、単行本では『飴と鞭』より「内田カヲル」に改名。

## 作品リスト

### 竹書房
- たかをくくろうか（1996年12月16日発売、ISBN 4-8124-5118-3）
- ここが世界のまんなかだ（1997年12月6日発売、ISBN 4-8124-5171-X）
- いつもみているものだから（1998年11月27日発売、ISBN 4-8124-5265-1）
- ハートにご用心（1999年12月7日発売、ISBN 4-8124-5344-5）
- 永遠のため息（2001年9月7日発売、ISBN 978-4-8124-5553-1）
- ちょっとやそっとじゃ止まらない（2002年8月27日発売、ISBN 4-8124-5705-X）
- ヘイ!ドクター（2003年7月26日発売、ISBN 4-8124-5831-5）
- あなたをひとりじめ（2004年8月27日発売、ISBN 4-8124-6013-1）
- だまって泣いているのです（2005年6月16日発売、ISBN 4-8124-6191-X）
- 飴と鞭（2007年10月27日発売、ISBN 978-4-8124-6759-6）
- 夢中になっちまえ！（2008年10月16日発売、ISBN 978-4-8124-6893-7）
- そして続きがあるのなら（2009年11月27日発売、ISBN 978-4-8124-7200-2）
- 帰らなくてもいいのだけれど（2011年8月27日発売、ISBN 978-4-8124-7657-4）
- そしてすべてが動きだす（2012年9月27日発売、ISBN 978-4-8124-8002-1）
- 若様隠密帖
  1. 上 2014年1月27日発売、ISBN 978-4-8124-8503-3
  2. 下 2014年2月27日発売、ISBN 978-4-8124-8504-0
- 親しき仲にも礼儀アリ
  1. 上 2021年5月27日発売、ISBN 978-4-8019-7321-3
  2. 下 2021年5月27日発売、ISBN 978-4-8019-7322-0

### リブレ出版
- それではみなさん。
  1. 2005年12月10日発売、ISBN 4-8352-1843-4
  2. 2007年8月10日発売、ISBN 978-4-8626-3223-4

### ドラマCD
- ヘイ!ドクター（檜山修之、千葉一伸、かわのをとや、稲田徹／モモアンドグレープスカンパニー）